# Shannon Szabados

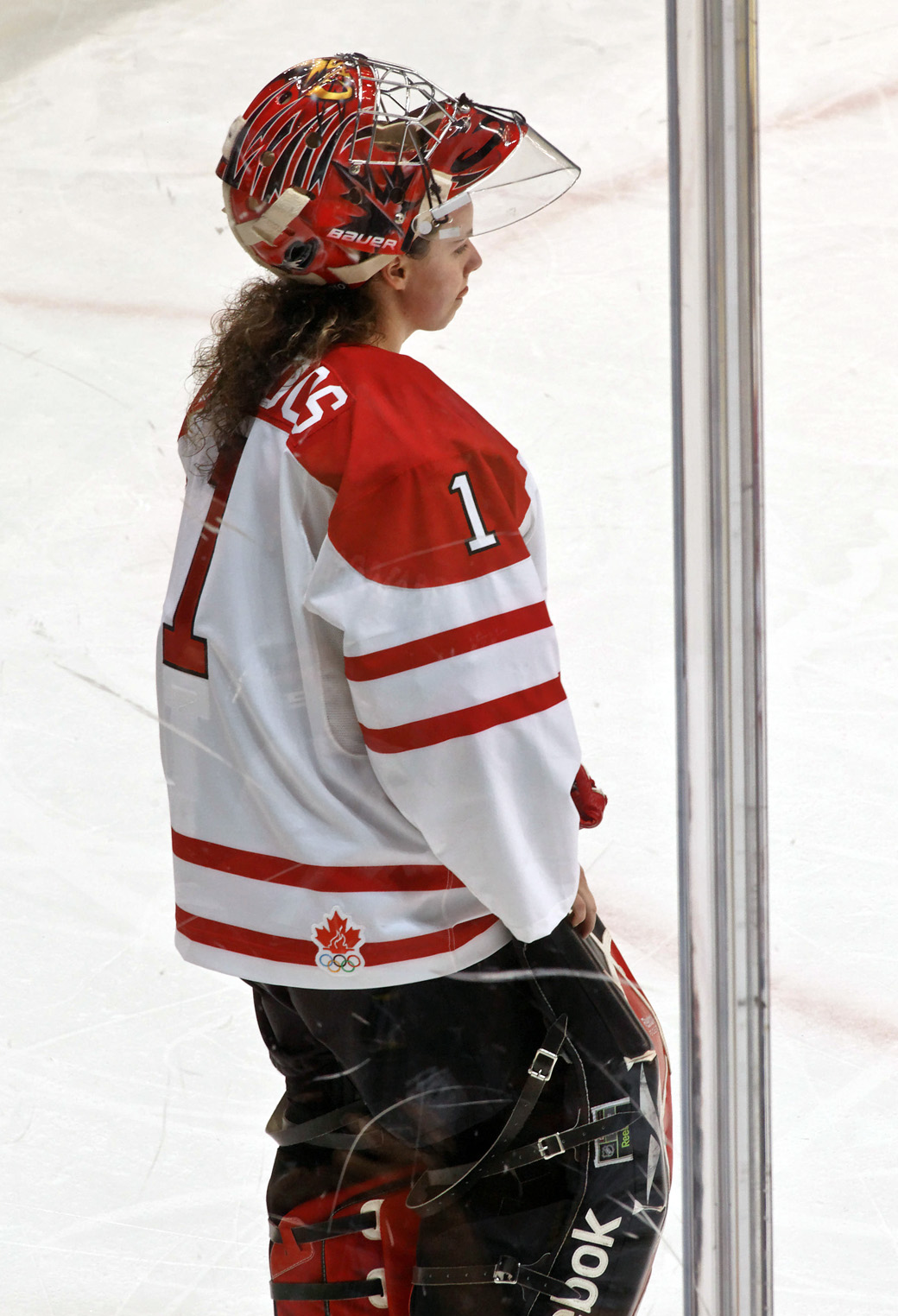
Shannon Lynn Szabados (2010)

Shannon Lynn Szabados (6 de agosto de 1986) é uma jogadora de hóquei no gelo canadense que atua como goleira.
Bicampeã olímpica Jogos Olímpicos de Inverno de Vancouver-2010 e Sochi-2014 com a seleção feminina do Canadá, ela fez história ao se tornar a primeira mulher a ser titular em um jogo de hóquei profissional masculino. Também tornou-se a primeira mulher a registrar um shutout (quando o goleiro/goleira não sofre gols durante uma partida inteira) durante um jogo de hóquei masculino, quando sua equipe, o Columbus Cottonmouths, venceu por 1 a 0 o Huntsville Havoc, em duelo válido pela SPHL (Liga Profissional de Hóquei do Sul), nos Estados Unidos.